# Акрация
Акрация (на гръцки: α-, „ не“ и κράτος, kratos „ сила“) обозначава концепция, която отрича необходимостта от съществуване на всякакъв вид власт. Широко използван като синоним на анархия  коренът на понятието не е същият: докато анархията намеква за отсъствието на правителство или държава, която да ръководи обществото, акрацията предполага липса на принуда .
В етимологичен смисъл думата acracia разширява идеята за анархия, показвайки не само антидържавно организирано общество, но и социален ред, основан на принципа на неагресията и ненасилието, в резултат на което социалните норми на съвместно съществуване са на доброволни споразумения и когато легитимността на всяко налагане със сила е отхвърлена. Думите ácrata (прилагателно) и acracia вероятно са възникнали през 20-ти век .